# Антъни Едуардс
А̀нтъни Ча̀рлз Ѐдуардс (на английски: Anthony Charles Edwards) e американски актьор, роден на 19 юли 1962 г. в Санта Барбара, Калифорния. Той е известен с ролите си във филмите „Топ Гън“ и „Клиентът“, както и в телевизионния сериал на NBC „Спешно отделение“. Едуардс е носител на една награда Златен глобус и на пет награди на Гилдията на телевизионните актьори за участието си в популярната медицинска драма.

## Филмография
- „Отмъщението на смотаняците“ – 1984 г.
- „Топ Гън“ – 1986 г.
- „Отмъщението на смотаняците 2: Смотаняците в Рая“ – 1987 г.
- „Миракъл Майл“ – 1988 г.
- „Как влязох в колеж“ – 1989 г.
- „Ел Диабло“ – 1990 г.
- „Гробище за домашни любимци“ – 2 – 1992 г.
- „Клиентът“ – 1994 г.
- „Спешно отделение“ – 1994 – 2002 г.
- „Хладнокръвно“ – 1996 г.
- „Око зо око“ – 1996 г.
- „Фрейзър“ – 2001 г.
- „Джакпот“ – 2001 г.
- „Забравените“ – 2004 г.
- „Зодиак“ – 2007 г.